# Karry K50
Pour les articles homonymes, voir K50.
Le Karry K50 est un modèle de monospace compact produit par le constructeur automobile chinois Chery Automobile sous la marque Karry. C'est un concurrent du Wuling Hongguang.

## Aperçu

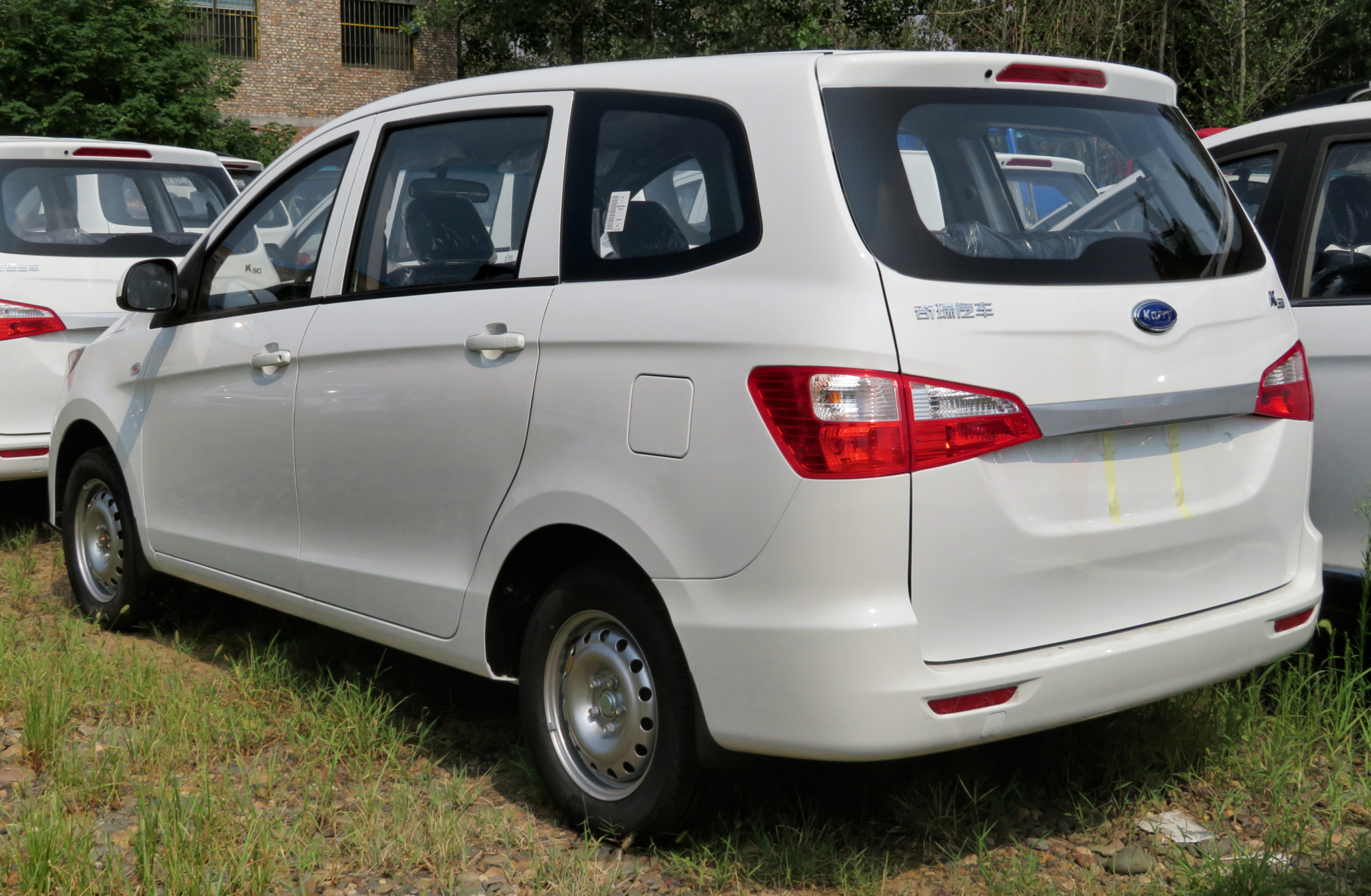
Karry K50 vue arrière

Le K50 est un monospace à sept places disponible début 2015. Le K50 est propulsé par un moteur ACTECO de 1,5 litre, produisant 109 cv et couplé avec une transmission automatique ou manuelle à cinq vitesses,. La vitesse maximale est de 155 km/h.